# (200330) 2000 GO129
(200330) 2000 GO129 es un asteroide perteneciente al cinturón de asteroides descubierto el 5 de abril de 2000 por el equipo del Spacewatch desde el Observatorio Nacional de Kitt Peak, Arizona, Estados Unidos.

## Designación y nombre
Designado provisionalmente como 2000 GO129.

## Características orbitales
2000 GO129 está situado a una distancia media del Sol de 3,078 ua, pudiendo alejarse hasta 3,324 ua y acercarse hasta 2,831 ua. Su excentricidad es 0,080 y la inclinación orbital 7,324 grados. Emplea 1972,46 días en completar una órbita alrededor del Sol.

## Características físicas
La magnitud absoluta de 2000 GO129 es 15,4. 